# Jan Henryk Rosen
Jan Henryk (de) Rosen (ur. 25 lutego 1891 w Warszawie, zm. 22 sierpnia 1982 w Arlington w Stanach Zjednoczonych) – polski malarz, znany z cyklu malowideł ściennych o tematyce nowotestamentalnej w katedrze ormiańskiej we Lwowie oraz z szeregu dzieł plastycznych o tematyce sakralnej, zrealizowanych w Stanach Zjednoczonych dla tamtejszych kościołów.
Nigdy nie założył rodziny.

## Życiorys i twórczość

### Pobyt za granicą
Jan Henryk Rosen był synem malarza batalisty Jana Bogumiła Rosena, który wykształcenie zdobył w Warszawie, Monachium i Paryżu. Od ojca nauczył się malowania oraz dokładności w przedstawianiu detali – zawsze korzystał z wzorów, zwykle ze zdjęć i ilustracji książkowych. Matką była Wanda z domu Hantke (córka Bernarda). Obie rodziny wywodziły się z kręgów oświeconych Żydów, ochrzczonych w wyznaniu ewangelicko-reformowanym. Miał dwie siostry: Marię (1894–1983) od 1931 roku żonę dyplomaty Jana Wszelakiego (1894–1965), i Zofię (1897–1975), rzeźbiarkę. Żadne z nich nie miało dzieci.
Między rokiem 1893 a 1894 Rosenowie przeprowadzili się do Paryża, gdzie Jan Henryk uczęszczał do Lycée Carnot, przypuszczalnie w latach 1897–1902. W 1903 roku przeszedł na katolicyzm. Około roku 1904 wyjechał z matką i siostrami do Montreux w Szwajcarii, gdzie kontynuował naukę w miejscowej szkole, a później w Collège St.-Michel we Fryburgu, w gimnazjum w Lozannie (1907–1909), w którym zdał maturę. W latach 1909–1911 studiował, przez trzy semestry, na wydziale humanistycznym Uniwersytetu w Lozannie. W roku akademickim 1911/1912 studiował na Sorbonie. Interesował się literaturą. W latach 1912–1913 był sekretarzem redakcji magazynu „La Revue”. Jego redaktor naczelny, Jean Finot był zaprzyjaźniony z rodziną Rosenów. W „La Revue” Jan Henryk Rosen opublikował dwa teksty. Publikował także artykuły w innych pismach. Przez krótki okres, około dwa lata, był redaktorem naczelnym założonego przez siebie pisma literackiego „La Vasque”, używał wówczas nazwiska Jean Henri de Rosen. W latach 1913–1914 uczył się malarstwa w pracowni Luc-Oliviera Mersona.
W Paryżu zastał go wybuch I wojny światowej. W pierwszych dniach wojny wstąpił jako ochotnik do armii francuskiej, walcząc w jej szeregach pod Ypres i nad Sommą. W 1917 roku jako podporucznik armii francuskiej wstąpił do tworzącej się we Francji armii polskiej. W latach 1919–1920 pełnił funkcję doradcy wojskowego przy Lidze Narodów w Genewie, z którego to stanowiska został usunięty za sprzyjanie Narodowej Demokracji.

### Powrót do Polski
Po powrocie do Polski dostał przydział do 9. Pułku Ułanów w Brodach, ale wkrótce odszedł ze służby. W 1922 roku zaczął pracować w Ministerstwie Spraw Zagranicznych. Równocześnie uczęszczał do Miejskiej Szkoły Sztuk Zdobniczych i Malarstwa, studiując pod kierunkiem Jana Kauzika. W 1923 roku postanowił poświęcić się malarstwu. W tym celu wyjechał na wieś, do majątku wuja. Jednak już wcześniej, w listopadzie 1922 roku, zadebiutował w Zachęcie, prezentując jeden obraz – Żywot św. Franciszka z Asyżu. W roku następnym wziął udział w zbiorowej wystawie Grupy 12, w trakcie której prawdopodobnie zaprezentował tryptyk Św. Antoni Padewski, przekazany później do kościoła karmelitów w Warszawie.

Wnętrze katedry ormiańskiej z malowidłami Rosena

W 1925 roku, również w Zachęcie zaprezentował publiczności dwanaście obrazów zainspirowanych scenami ze Złotej legendy Jakuba de Voragine. Nieprzeciętny talent młodego artysty w dziedzinie sztuki sakralnej zwrócił uwagę abpa Józefa Teodorowicza, zwierzchnika archidiecezji ormiańskokatolickiej we Lwowie w okresie, kiedy trwała restauracja zabytkowej katedry ormiańskiej. Rosen otrzymał od arcybiskupa zamówienie na wykonanie malarskiej dekoracji jej wnętrza. W pierwszym etapie (1925–1927) zrealizował wielkoformatowe malowidła ścienne w nawie głównej, łącząc je harmonijnie z architekturą wnętrza. Najpierw powstało Ścięcie św. Jana Chrzciciela, a po nim Zwiastowanie Najświętszej Marii Panny, Ofiara Abrahama i Pogrzeb św. Odilona. Tematycznym uzupełnieniem malowideł były witraże, również zaprojektowane przez Rosena, a wykonane w zakładzie F. Białkowskiego w Warszawie. W drugim etapie (1927–1929) wykonał malowidła ścienne w prezbiterium: Ustanowienie Najświętszego Sakramentu, Ukrzyżowanie i Hołd pasterzy betlejemskich. Spotkały się one z pozytywnym przyjęciem przez odwiedzających świątynię, zostały również wysoko ocenione przez większość historyków sztuki. I tu również dopełnieniem wystroju były zaprojektowane przez niego witraże, które ozdobiły okna transeptu.
W 1930 roku Jan Henryk Rosen został profesorem Katedry Rysunku Figuralnego na Politechnice Lwowskiej. W 1934 roku, w wyniku reformy oświaty katedrę zlikwidowano. Równolegle kontynuował działalność malarską, realizując kolejne malowidła, m.in. dla: rzymskokatolickiego seminarium duchownego we Lwowie (1929, już po zakończeniu prac w katedrze ormiańskiej), kaplicy Jana III Sobieskiego przy kościele św. Józefa na Kahlenbergu pod Wiedniem (1931), kaplicy papieskiej w Castel Gandolfo (1933), w której na polecenie nuncjusza Achillesa Rattiego, późniejszego papieża Piusa XI, namalował dwa freski przedstawiające obroną Jasnej Góry i Bitwę Warszawską, Pawilonu Polskiego na Międzynarodowej Wystawie Prasy Katolickiej w Watykanie (1936, fryz) i kościele św. Krzysztofa w Podkowie Leśnej (1936, malowidło ścienne i cztery witraże). W 1937 roku zaprojektował nową polichromię w kościele Nawiedzenia Najświętszej Maryi Panny w Lesku, namalował również dwa obrazy (Chrystus na morzu i Hołd Maryi) w prezbiterium oraz herby wszystkich darczyńców kościoła na ścianie nad chórem muzycznym.

### Wyjazd do Stanów Zjednoczonych
Pod koniec 1937 roku Rosen w poszukiwaniu pracy wyjechał do Stanów Zjednoczonych, gdzie pozostał aż do śmierci.
W 1939 roku na zaproszenie ambasadora RP w Stanach Zjednoczonych Jerzego Potockiego przyjechał do Waszyngtonu, aby namalować murale w budynku ambasady oraz wykonać dekoracje polskiego pawilonu na Wystawie Światowej w Nowym Jorku. W latach 1939–1949 był wykładowcą sztuki sakralnej na waszyngtońskim The Catholic University of America, od którego w 1957 roku otrzymał tytuł doctor honoris causa. W drugiej połowie lat 40. stworzył szereg dekoracji dla katedry Łaski Bożej w San Francisco, w tym mural w Kaplicy Bożego Narodzenia (1946), skrzydła starego ołtarza głównego (1949) i cykl murali w nawach, przedstawiających świętych, królów i biskupów.
W latach 50. był konsultantem Episkopatu USA ds. ikonografii i wznoszonego wówczas w Waszyngtonie Narodowego Sanktuarium Niepokalanego Poczęcia. W 1965 roku stworzył mozaikę w kopule katedry św. Ludwika w Saint Louis. Mozaika ta, mająca 14 000 ft² (około 1300 m²) powierzchni, jest prawdopodobnie największa na świecie.
W ciągu 45 lat swego pobytu w Stanach Zjednoczonych Rosen zrealizował blisko 50 grup malowideł ściennych i mozaik w kościołach różnych wyznań oraz w budynkach publicznych.
W 1980 roku namalował na prośbę papieża Jana Pawła II obraz Św. Stanisław, znajdujący się w Castel Gandolfo.
Zmarł w ubóstwie w 1982 roku w Arlington koło Waszyngtonu. Pochowany został, zgodnie ze swoim życzeniem, na miejscowym Columbia Gardens Cemetery. W Alei Zasłużonych cmentarza przy Narodowym Sanktuarium Matki Bożej Częstochowskiej w Doylestown postawiono pomnik ku jego czci, zaprojektowany przez rzeźbiarza Gordona Kraya.

## Inspiracje
Podłożem sztuki Rosena była jego głęboka religijność. Krytycy sztuki i historycy doszukiwali się jego inspiracji w twórczości takich malarzy jak: Rogier van der Weyden, Gerard David, Edward Burne-Jones, Dante Gabriel Rossetti i Ford Madox Brown (Julian Zachariewicz), czy w sztuce bizantyńskiej i w secesji (Mirosława Zakrzewska-Dubasowa). Historyk sztuki kościelnej, Mieczysław Skrudlik w artykule Nowe wystawy w Zachęcie, kolekcja prac Jana Henryka Rosena, opublikowanym 15 września 1925 roku w „Gazecie Porannej” wskazał na malarstwo średniowieczne jako jedną z inspiracji artysty. Joanna Wolańska wśród tych, którzy wywarli wpływ na religijny charakter malarstwa Rosena wymienia szereg postaci ze świata nauki i literatury. Pierwszą z nich jest francuski pisarz i krytyk sztuki Joris-Karl Huysmans i jego dwie powieści, W drodze i Katedra, napisane po nawróceniu się ich autora na katolicyzm. Jej zdaniem pod wpływem lektury tych powieści Rosen zainteresował się żywotami świętych, przede wszystkim tych, które znajdują się w Złotej legendzie. Drugą osobistością, która wywarła wpływ na twórczość Rosena był – również francuski –historyk sztuki średniowiecznej, Émile Mâle, na którego wykłady Rosen uczęszczał podczas swoich studiów na Sorbonie. Sam Rosen wśród swoich nauczycieli wymienił dwóch uczonych niemieckich: Karla Volla i Hugona von Tschudiego, którzy około roku 1911 byli zatrudnieni w Monachium, gdzie najprawdopodobniej przebywał i Rosen.

## Ordery i odznaczenia
- Krzyż Srebrny Orderu Virtuti Militari
- Krzyż Komandorski Orderu Odrodzenia Polski (20 stycznia 1977)[28]
- Krzyż Walecznych
- Złoty Wawrzyn Akademicki (5 listopada 1938)[29]
- Kawaler Orderu Legii Honorowej (Francja)
- Croix de Guerre (Francja)
- Military Medal for Bravery in the Field (Wielka Brytania)
- Order Świętego Grzegorza Wielkiego (Watykan, na wniosek ks. kardynała Stefana Wyszyńskiego)[30][31]

## Niektóre prace

### Podczas pobytu w Polsce

Witraż Jana Henryka Rosena w Muzeum Historycznym we Lwowie

- malowidła ścienne w katedrze ormiańskiej we Lwowie (1925–1929):
  - prezbiterium: Ustanowienie Najświętszego Sakramentu, Ukrzyżowanie, Pokłon pasterzy[32]
  - nawa: Ofiara Abrahama, Zwiastowanie Najświętszej Marii Panny, Gloryfikacja (Ścięcie) św. Jana Chrzciciela, Pogrzeb św. Odilona, Święci Wspomożyciele (14 scen)[32]
- freski w baptysterium kościoła św. Marii Magdaleny we Lwowie (zniszczone po zamianie baptysterium na toalety w czasach przynależności Lwowa do ZSRR)
- freski w kościele ss. Karmelitanek we Lwowie
- malowidła w kaplicy rzymskokatolickiego seminarium duchownego we Lwowie (1929)[14]
- freski w kaplicy pałacu arcybiskupów łacińskich we Lwowie
- freski w kaplicy Wyższego Seminarium Duchownego w Przemyślu (1936)[1]
- fresk św. Krzysztofa i witraże św. Jana Nepomucena, Mikołaja, Rafała Archanioła i Juliana Miłosiernego w kościele św. Krzysztofa w Podkowie Leśnej
- polichromia kaplicy Jana Sobieskiego przy kościele św. Józefa na wzgórzu Kahlenberg w Wiedniu (1931)[14]
- polichromia w kościele Matki Bożej Nieustającej Pomocy w Załużu[33]
- Obrona Częstochowy i Cud nad Wisłą, malowidła w kaplicy letniej rezydencji papieskiej w Castel Gandolfo (1934)
- Freski oraz witraże w kościele Najświętszego Serca Jezusowego w Skarżysku-Kamiennej
- witraże prezbiterium archikatedry Świętej Rodziny w Częstochowie
- projekty malowideł kaplicy letniej rezydencji papieskiej w Castel Gandolfo Obrona Częstochowy i Cud nad Wisłą umieszczone w transepcie archikatedry Świętej Rodziny w Częstochowie[34]
- polichromia kościoła św. Marcina w Krościenku Wyżnym

### Podczas pobytu za granicą
- malowidła w Katedrze Narodowej w Waszyngtonie, w tym Złożenie Chrystusa do grobu (1938)[1]
- mural Chwała oręża polskiego w Ambasadzie RP w Waszyngtonie (1939; niedokończony)[18]
- mozaika w katedrze w Saint Louis (1965)[18]
- freski w katedrze Łaski Bożej w San Francisco (1946–1950)[19]
- Tryptyki z Eagle Rock (1951)
- mozaika Chrystus Pantokrator (największe tego typu na świecie przedstawienie Chrystusa) w katolickim Narodowym Sanktuarium Niepokalanego Poczęcia w Waszyngtonie (1959)[35]
- mozaiki w katolickiej katedrze św. Mateusza Apostoła w Waszyngtonie: w kaplicy Najświętszego Sakramentu[36] i w kaplicy chrzcielnej[37]
- malowidło przedstawiające św. Józefa z Kupertynu w refektarzu klasztoru św. Józefa z Kupertynu w Ellicott City, niedaleko Waszyngtonu
- malowidło przedstawiające św. Franciszka z Asyżu błogosławiącego św. Antoniego Padewskiego w klasztorze św. Antoniego – Prowincjałacie Franciszkanów w Ellicott City
- malowidła przedstawiające Chrystusa Króla, Matkę Bożą Królową Zakonu Serafickiego, stygmatyzację św. Franciszka z Asyżu, św. Bonawenturę, św. Jana Chrzciciela oraz nawrócenie Szawła – św. Pawła Apostoła w kaplicy radiowego ośrodka Godziny Różańcowej Ojca Justyna (Father Justin Rosary Hour) w Athol Springs koło Buffalo
- malowidło na płótnie The Divine Healer wykonane w 1941 roku dla nieistniejącego już Wesley Memorial Hospital, obecnie znajdujące się na parterze holu głównego (wejście od East Erie Street) szpitala Northwestern Memorial Hospital w centrum Chicago. (Na skutek przebudowy holu w 2013 roku obraz został usunięty)
- dekoracja kaplicy św. Tomasza z Akwinu (w tym 30-metrowy mural Pochodzenie Prawdy) w St. Catherine’s Academy w Anaheim (1958)[38]
- W 2014 roku podczas prac remontowych w klasztorze o.o. Bernardynów w Radecznicy został odnaleziony zamurowany w kanale wentylacyjnym obraz św. Antoniego pędzla Rosena. Obraz został poddany renowacji, po czym wystawiony 26 grudnia tego samego roku na widok publiczny w kościele[39]

### Malowidła ścienne Rosena w katedrze ormiańskiej

Ścięcie głowy św. Jana Chrzciciela
Zwiastowanie Najświętszej Marii Panny
Pogrzeb św. Odilona
Ustanowienie Najświętszego Sakramentu
Hołd pasterzy betlejemskich

### Dzieła Rosena zrealizowane za granicą

Papież Innocenty XI modlący się przed bitwą pod Wiedniem, kościół św. Józefa na Kahlenbergu, Wiedeń
Chrystus Pantokrator, Narodowe Sanktuarium Niepokalanego Poczęcia, Waszyngton
Złożenie Chrystusa do grobu, Katedra Narodowa, Waszyngton
Święta Klara, katedra Łaski Bożej, San Francisco
Kaplica Bożego Narodzenia, katedra Łaski Bożej, San Francisco